# Szentborbás
Szentborbás é um município da Hungria, situado no condado de Somogy. Tem 7,47 km² de área e sua população em 2019 foi estimada em 103 habitantes.